# 史具勳
史具勳，陕西华县（今渭南市华州区）人，清朝政治人物、进士出身。

## 生平
顺治三年，登进士。顺治六年，授山西宁乡县（中阳县）知县。